# Pericoma pictipennis
Pericoma pictipennis är en tvåvingeart som beskrevs av Tonnoir 1920. Pericoma pictipennis ingår i släktet Pericoma och familjen fjärilsmyggor. Inga underarter finns listade i Catalogue of Life.